# 韦纳
韦纳（法語：Venas）是法国阿列省的一个市镇，位于该省西北部，属于蒙吕松区。该市镇的总面积为32.15平方公里，2009年时的人口为235人。

## 人口
韦纳人口变化图示
| 数据来源：INSEE |